# Castel Fusano
Castel Fusano är Roms trettionde zon och har beteckningen Z. XXX. Castel Fusano är uppkallat efter Castel Fusano, ett slott som ursprungligen var i familjen Orsinis ägo; sedan år 1755 tillhör det familjen Chigi. Zonen Castel Fusano bildades år 1961.

## Kyrkobyggnader
- Santa Maria dei Pellegrini e Sant'Aristide
- San Corbiniano
- San Tommaso Apostolo

## Arkeologiska lokaler
- Villa della Palombara eller Villa di Plinio, första århundradet efter Kristus. 41°42′41″N 12°20′49″Ö / 41.711295°N 12.346876°Ö
- Fornkristen basilika 41°42′42″N 12°20′56″Ö / 41.711591°N 12.348902°Ö

## Övrigt
- Parco urbano Pineta di Castel Fusano

## Kommunikationer
- Järnvägsstationen Castel Fusano på linjen Roma-Lido